# Otomesostoma
Genre
Otomesostoma est un genre de vers plats d'eau douce de la famille des Otomesostomidae.

## Systématique
Le nom valide complet (avec auteur) de ce taxon est Otomesostoma Graff, 1882.

### Liste des espèces
Selon la base de données World Register of Marine Species (18 décembre 2023), le genre Otomesostoma contient les espèces suivantes :
- Otomesostoma arovi Timoshkin, Lukhnev & Zaytseva, 2010
- Otomesostoma auditivum (Forel & Du Plessis, 1874) Hofsten, 1907